# Clinique

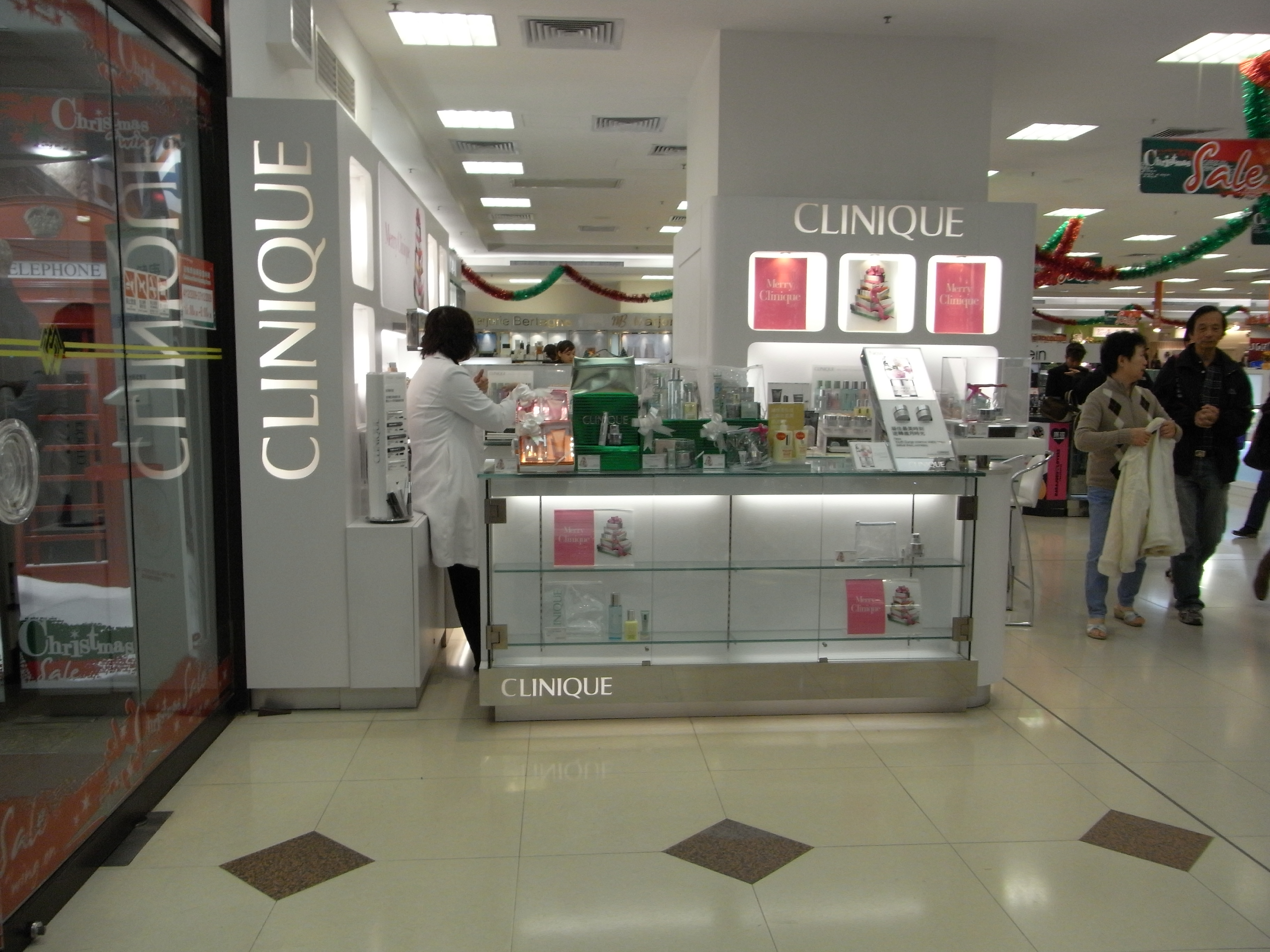
Clinique-avdelning i ett varuhus.

Clinique är ett kosmetikaföretag som tillverkar smink- och hudvårdsprodukter samt -krämer av olika slag. Alla deras produkter är parfymfria och allergitestade. Fel. Clinique säljer parfymer också...
Företaget grundades 1968 och var då det första kosmetikaföretag som utvecklade sina produkter i samråd med hudläkare.
Företaget grundades av Evelyn Lauder och är ett dotterbolag till Estée Lauder Companies.